# Književnost u 1613.
◄◄ | ◄ | 1610. | 1611. | 1612. | 1613.  | 1614. | 1615. | 1616. | ► | ►►
Arhitektura • Astronomija • Glazba • Kazalište • Kiparstvo • Knjige • Književnost • Kršćanstvo • Medicina • Politika • Pravo • Promet • Slikarstvo • Znanost
Književnost u 1613.

## Hrvatska i u Hrvata

### Rođenja
- 6. ožujka – Stjepan Gradić, hrvatski filozof, pjesnik, znanstvenik, isusovac, prevoditelj i diplomat († 1683.)

## Vanjske poveznice
|  | Zajednički poslužitelj ima još gradiva o temi Književnost u 1613. |